# عدی صدام حسین
عُدَی صدام حسین التکریتی یا عدی صدام حسین (به عربی: عُدي صدّام حُسين) فرزند ارشد صدام حسین بود. او پست‌های متعددی در زمینهٔ ورزش، تجارت و به‌عنوان یک افسر نظامی، بر عهده داشت. از جمله پست‌های او، ریاست در کمیته ملی المپیک عراق، اتحادیه فوتبال عراق و سازمان فدائیان صدام بوده‌است. وی پس از تهاجم به عراق در سال ۲۰۰۳ حمله  نیروهای ویژهٔ ایالات متحده در موصل، همراه با برادر خود قصی، کشته شد.

## اقدامات خشونت‌آمیز
عدی در رفتار با مخالفین، آشنایان و حتی اعضای خانوادهٔ خود، شخصی بی‌رحم و سفاک بود. به گفتهٔ شاهدان، وی جرائم متعددی همچون قتل، شکنجه و تجاوز جنسی را مرتکب شده‌است. گفته می‌شود که وی، اعضای تیم ملی فوتبال عراق را پس از هر شکست، بازداشت و شکنجه می‌کرد.
او همچنین در قساوت و خشونت جنسی مشهور بود و جنایات بسیاری را مرتکب شد. در اکتبر ۱۹۸۸ و در مهمانی که به افتخار سوزان مبارک همسر حسنی مبارک رئیس‌جمهوری وقت مصر، در بغداد برگزار شد، عدی، کامل هنا جیجو را که از محافظان شخصی و همراهان همیشگی صدام و تست‌کننده غذای او بود به ضرب گلوله به قتل رساند. صدام تصمیم گرفت پسرش را به جرم قتل محاکمه کند و به اتهام قتل به ۸ سال زندان محکوم شد ولی با وساطت ساجده طفلاح و خانواده جیجو، بعد از ۳ ماه به سوئیس تبعید شد.

## ترور
عدی در حال رانندگی با خودروی پورشه خود در بغداد، در ۱۲ دسامبر ۱۹۹۶ مورد اصابت ۷ تا ۱۷ گلوله قرار گرفت. در ابتدا به‌نظر می‌رسید که او فلج شده اما پس از مدتی بهبود پیدا کرد و تنها دچار لنگیدن پا شد.
گفته میشود نقشه عملیات ترور عدی به دست خواهرانش رغد و رنا به انتقام دسیسه و قتل همسرانشان حسین کامل و صدام کامل انجام شد  دو گلولهٔ شلیک شده و غیرقابل جراحی نیز در موقعیتی خطرناک، در نزدیکی نخاع وی باقی ماند.

## مرگ
پس از تهاجم آمریکا به عراق در سال ۲۰۰۳ عدی صدام در لیست افراد شدیداً مورد تعقیب دولت آمریکا بود تا این‌که در ۲۲ ژوئیه سال ۲۰۰۳ در پی حمله نیروهای آمریکایی به پناهگاهشان در موصل، همراه با برادرش قصی کشته شد.

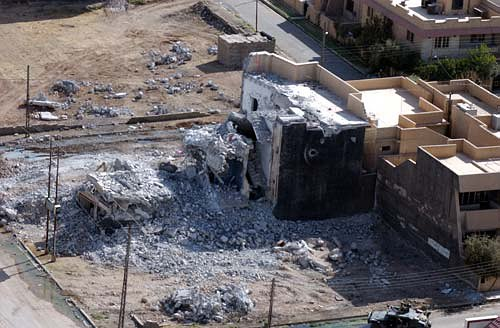
منزل ویران شدهٔ قصی و عدی در موصل، پس از حملهٔ نیروهای آمریکایی در ۳۱ ژوئیه ۲۰۰۳

## در فیلم و سینما
فیلیپ آردیتی در سریال خانه صدام در نقش عدی صدام نقش‌آفرینی کرده‌است. در سال ۲۰۱۱ فیلمی تحت عنوان بدل شیطان از زندگی خصوصی او با روایت لطیف یحیی بدل او و بازی دومینیک کوپر ساخته شد و در فروش گیشه موفق عمل کرد .